# Tintenflagge

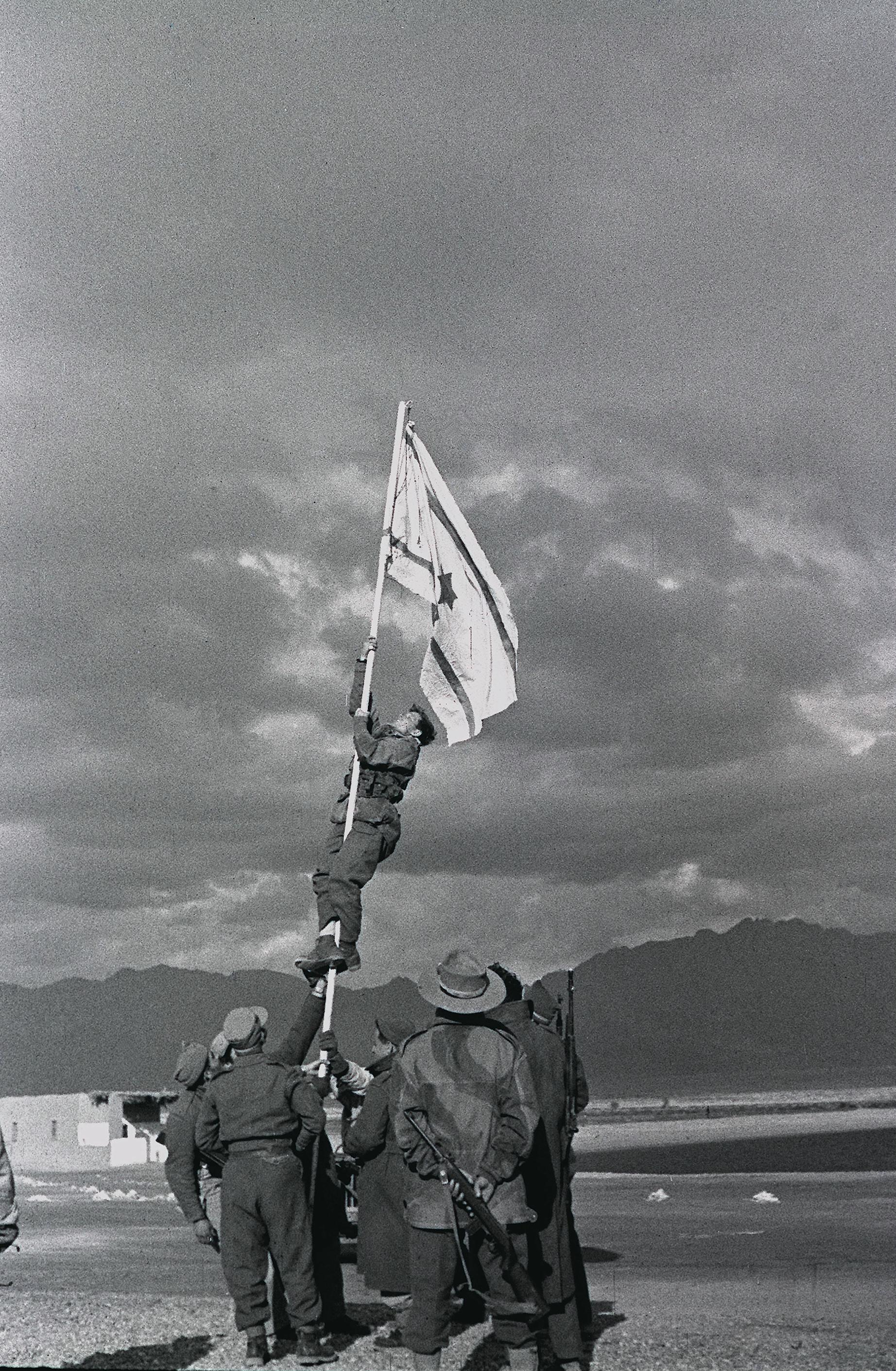
Hissen der Flagge

Die Tintenflagge (hebräisch דֶּגֶל הַדְּיוֹ Degel haDjō) war eine improvisierte Flagge Israels, die im Palästinakrieg 1949 bei der Einnahme Eilats gehisst wurde. Im Erinnerungsdiskurs bezieht sich der Name meist auf die davon entstandene Fotografie. Neben der Aufnahme von Theodor Herzl in Basel und den Bildern des Fotografen David Rubinger in Jerusalem 1967, zählt das Bild zu den prägendsten Medienikonen des Zionismus. Am 19. Januar 1994 wurde die Gedenkstätte zu einer „National Heritage Site“ Israels erklärt.

## Entstehung

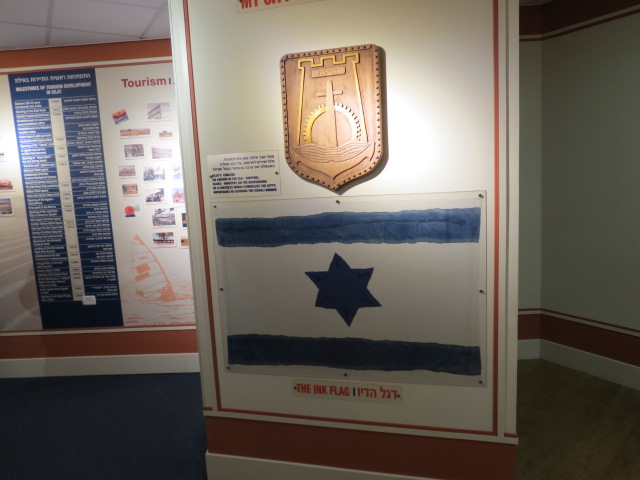
Flagge im Museum

Am 5. März 1949 zogen im Rahmen der Operation Uvda die Soldaten der Negev-Brigade über das Negev-Hochland und der Golani-Brigade über die Arava-Senke in Richtung des Roten Meeres. Am 10. März wurde Eilat zuerst von den Soldaten der Negev-Brigade kampflos erreicht. Da sie keine israelische Flagge zur Verfügung hatten, schufen sie aus einem weißen Tuch, das mit Tinte bemalt wurde, eine improvisierte Flagge. Der Davidstern stammte von einem Erste-Hilfe-Kit. Die Flagge wurde dann vor Ort durch den Kompaniechef Avraham Adan gehisst. Der Soldat Micha Perry fertigte das Foto des Vorgangs an. Später wurde es mit dem ikonischen amerikanischen Foto Raising the Flag on Iwo Jima verglichen.
Noch am selben Tag trafen auch die Soldaten der Golani-Brigade ein. Diese führten eine authentische Flagge mit sich, die dann anstelle der Tintenflagge gehisst wurde. Die Tintenflagge ist heute im City Museum Eilat ausgestellt.

## Rezeption in der Kunst
In Eilat erinnert eine 1996 angefertigte Bronzeskulptur des Künstlers Bernhard Reder an das Ereignis. Sie wurde am 28. Februar 1996 am Originalort am Meer neben einem historischen Gebäude mit einem Festakt enthüllt.

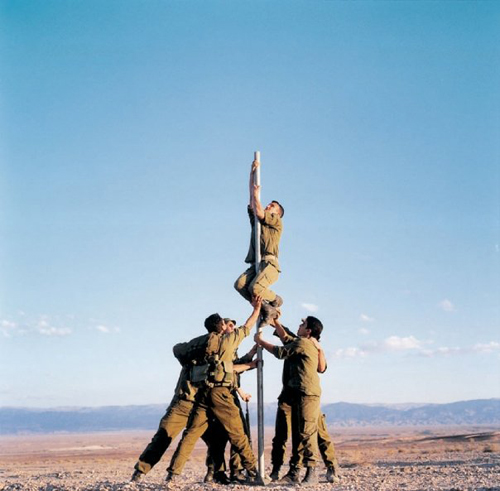
Adi Nes, ohne Titel, 1998

Im Kontext der Abwendung von Teilen der säkularen jüdischen Gesellschaftsgruppe von der zionistischen Ideologie hat der israelische Künstler Adi Nes die Szene 1998 nachgestellt und fotografisch festgehalten. Der Judaist Noam Zadoff beschreibt das absurde Bild, in dem ein Soldat mit Hilfe von fünf Männern zu seinen Füßen in betont homoerotischer Emphase einen leeren Mast – ein Phallussymbol – ersteigt, als Infragestellung des „zionistischen Siegernarrativs“, die die „heroische Männlichkeit der Armee“ in Frage stelle. Die Arbeit kann als Satire auf Militarismus in der israelischen Gesellschaft verstanden werden.